# Зайцево (Любимский район)
Зайцево — посёлок в Любимском районе Ярославской области. Входит в состав Осецкого сельского поселения.

## История
В 1968 году указом президиума ВС РСФСР поселок при Любимском кирпичном заводе переименован в Зайцево.

## Население
| 2007 | 2010 |
| ---- | ---- |
| 2    | →2   |